# Plaisance (Viena)
Plaisance és un municipi francès situat al departament de la Viena i a la regió de la Nova Aquitània. L'any 2014 tenia 163 habitants.

## Demografia

### Població
El 2007 la població de fet de Plaisance era de 160 persones. Hi havia 68 famílies de les quals 18 eren unipersonals (18 dones vivint soles i 18 dones vivint soles), 28 parelles sense fills, 18 parelles amb fills i 4 famílies monoparentals amb fills.
La població ha evolucionat segons el següent gràfic:
Habitants censats

### Habitatges
El 2007 hi havia 101 habitatges, 68 eren l'habitatge principal de la família, 20 eren segones residències i 13 estaven desocupats. Tots els 101 habitatges eren cases. Dels 68 habitatges principals, 59 estaven ocupats pels seus propietaris i 9 estaven llogats i ocupats pels llogaters; 3 tenien dues cambres, 8 en tenien tres, 23 en tenien quatre i 35 en tenien cinc o més. 44 habitatges disposaven pel capbaix d'una plaça de pàrquing. A 35 habitatges hi havia un automòbil i a 30 n'hi havia dos o més.

### Piràmide de població
La piràmide de població per edats i sexe el 2009 era:
| Homes | Edats   | Dones |
| ----- | ------- | ----- |
| 0     | 95 o +  | 0     |
| 0     | 90 a 94 | 0     |
| 8     | 85 a 89 | 8     |
| 0     | 80 a 84 | 4     |
| 4     | 75 a 79 | 0     |
| 8     | 70 a 74 | 0     |
| 8     | 65 a 69 | 8     |
| 4     | 60 a 64 | 8     |
| 8     | 55 a 59 | 0     |
| 4     | 50 a 54 | 8     |
| 0     | 45 a 49 | 4     |
| 0     | 40 a 44 | 4     |
| 16    | 35 a 39 | 8     |
| 8     | 30 a 34 | 0     |
| 0     | 25 a 29 | 16    |
| 4     | 20 a 24 | 0     |
| 12    | 15 a 19 | 0     |
| 12    | 10 a 14 | 4     |
| 0     | 5 a 9   | 4     |
| 8     | 0 a 4   | 12    |

## Economia
El 2007 la població en edat de treballar era de 92 persones, 63 eren actives i 29 eren inactives. De les 63 persones actives 55 estaven ocupades (28 homes i 27 dones) i 8 estaven aturades (4 homes i 4 dones). De les 29 persones inactives 17 estaven jubilades, 8 estaven estudiant i 4 estaven classificades com a «altres inactius».

### Ingressos
El 2009 a Plaisance hi havia 73 unitats fiscals que integraven 167 persones, la mediana anual d'ingressos fiscals per persona era de 13.753 €.

### Activitats econòmiques
Dels 5 establiments que hi havia el 2007, 1 era d'una empresa de construcció, 3 d'empreses de comerç i reparació d'automòbils i 1 d'una empresa de serveis.
L'únic servei als particulars que hi havia el 2009 era un saló de bellesa.
L'any 2000 a Plaisance hi havia 10 explotacions agrícoles que ocupaven un total de 952 hectàrees.

## Poblacions més properes
El següent diagrama mostra les poblacions més properes.